# Лаваль, Иван Степанович
Граф Иван Степанович Лаваль (Жан-Шарль-Франсуа де Лаваль де ла Лубрери; Jean Charles François de Laval de la Loubrerie или de la Valle; 1761—19 апреля 1846) — французский эмигрант, приехавший в Россию в начале Французской революции.

## Биография
Родился в 1761 году в дворянской семье марсельского виноторговца. Приехав в Россию, сначала служил учителем в Морском кадетском корпусе, при императоре Александре I был членом главного правления училищ; противился реформе Магницкого по исключению философии из круга университетского преподавания.
Позже служил в Министерстве иностранных дел и редактировал «Journal de St. Pétersbourg». В Министерстве иностранных дел Лаваль в течение 30 лет управлял, на правах директора департамента, 3-й экспедицией особой канцелярии, состоявшей в непосредственном ведении самого канцлера. Граф Лаваль был человек влиятельный в министерстве и оставил по себе память, как добрый начальник и человек.
Женившись в 1799 году на одной из наследниц мясниковских миллионов, Александре Григорьевне Козицкой, дочери Г. В. Козицкого, бывшего статс-секретаря Екатерины II, и Е. И. Мясниковой, он сделался богатым человеком. От её родителей унаследовали имения и крепостных в Пензенской и Владимирской губернии, горнодобывающий Воскресенский завод на Южном Урале.
26 февраля 1800 года Лаваль был пожалован в камергеры двора великой княжны Елены Павловны, a 10 октября того же года переведен к Высочайшему двору. 12 августа 1811 года пожалован церемониймейстером при Дворе сверх штату. Во время пребывания Людовика XVIII в Митаве, Лаваль ссудил его деньгами и за это 21 декабря 1814 года был возведен с нисходящим его потомством, в графское достоинство Французского королевства, признанное за ним в России в 1817 году. В апреле 1819 года Лаваль получил чин тайного советника.
21 апреля 1823 года был награждён орденом Святой Анны 1-й степени.
В дальнейшем был пожалован чинами действительного тайного советника и гофмейстера.
Граф Лаваль имел великолепный дом на Английской набережной, около Сената, выдающийся памятник русского классицизма конца XVIII — начала XIX века. В начале 1800-х годов по заказу новой владелицы графини Александры Григорьевны Лаваль дом перестроил архитектор Тома де Томон. На главном фасаде, обращённым на набережную, он создал выразительную композицию из десяти ионических трёхчетвертных колонн под ступенчатым аттиком, обильно декорированных лепниной.
Высокий, необыкновенно худой, «хилого здоровья», граф Лаваль был остроумным собеседником и начитанным человеком.
В своём доме № 4 на Английской набережной (а также в имении на Аптекарском острове) он имел салон, где собирался почти весь бомонд Санкт-Петербурга, бывал и Александр I, свои стихи читали Александр Пушкин и Михаил Лермонтов.
Стараниями графини А. Г. Лаваль в их доме появились уникальные коллекции живописи, античной скульптуры, собранные ею в поездках по Европе, особенно — в Италии. Многие шедевры мировой культуры нашли своё место в Эрмитаже. Графиня Лаваль была известной благотворительницей, в 1838 году она устроила третий приют в Санкт-Петербурге на Петербургской стороне. Он, по повелению императрицы Александры Федоровны (супруги Николая Первого), был назван Лавальским и назначен в заведование почетного члена графини С. И. Борх, ур. Лаваль.
Граф И. С. Лаваль скончался 19 апреля 1846 года и был похоронен как католик в храме Усекновения главы Иоанна Крестителя в Царском Селе.

## Семья
От брака с Александрой Григорьевной Козицкой имел двух сыновей и четырёх дочерей:
- Екатерина Ивановна (1800—1854), была замужем за декабристом князем С. П. Трубецким и первая последовала за сосланным мужем в Сибирь.
- Зинаида Ивановна (1801—1873), с 1823 года была замужем за генерал-майором и дипломатом бароном Людвигом Лебцельтерном (1774—1854).
- Владимир Иванович (2.02.1804—21.04.1825), корнет Конной гвардии; застрелился, по одной версии, после проигрыша в карты; по другой: в результате несчастного случая.
- София Ивановна (1809—1871), фрейлина, с 1833 года была замужем за графом Александром Михайловичем Борхом (1804—1867), дипломатом и камергером. София Ивановна занималась благотворительностью, с 1834 года была членом совета Патриотического дамского общества, а также состояла в Обществе дешёвых квартир[4]. Ей посвящено стихотворение Ивана Козлова «Разбитый корабль» (1832 г). После смерти матери ей достался особняк на Английской набережной.
- Александра Ивановна (08.10.1811[5]—1886), крещена 22 октября 1811 года в Исаакиевском соборе, крестница бабушки Козицкой. С 1829 года была замужем за графом Станиславом Осиповичем Корвин-Коссаковским (1795—1872), писателем, художником, церемониймейстером, посланником при мадридском дворе.
- Павел Иванович (1811—1812), умер от оспы.

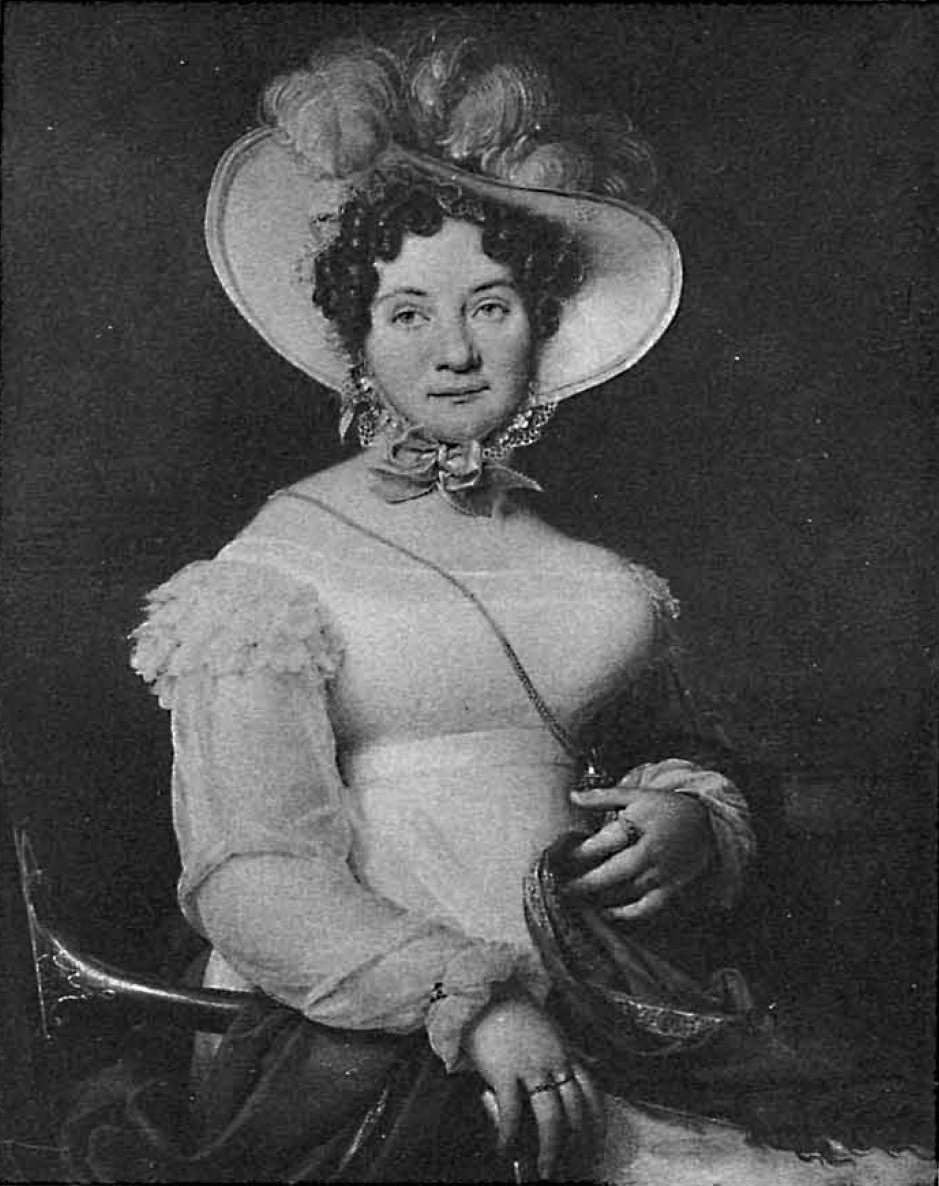
Александра Григорьевна Лаваль
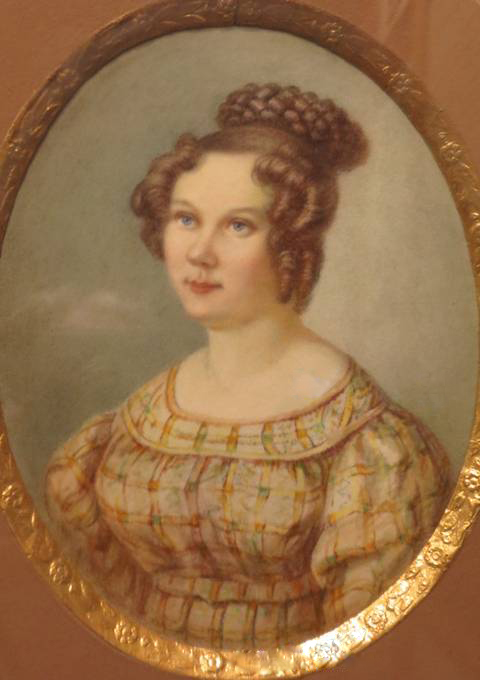
Екатерина Ивановна Трубецкая
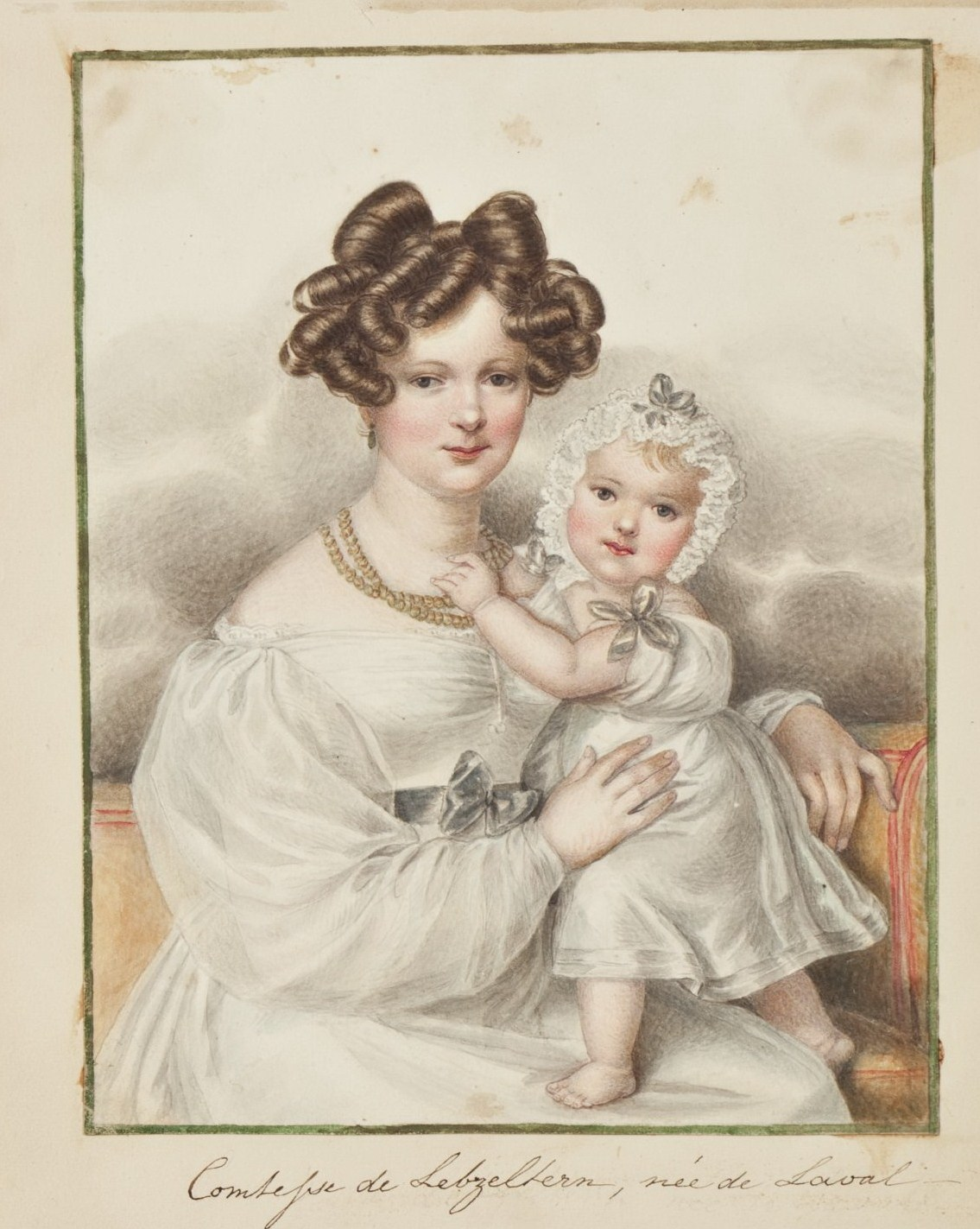
Зинаида Ивановна Лебцельтерн
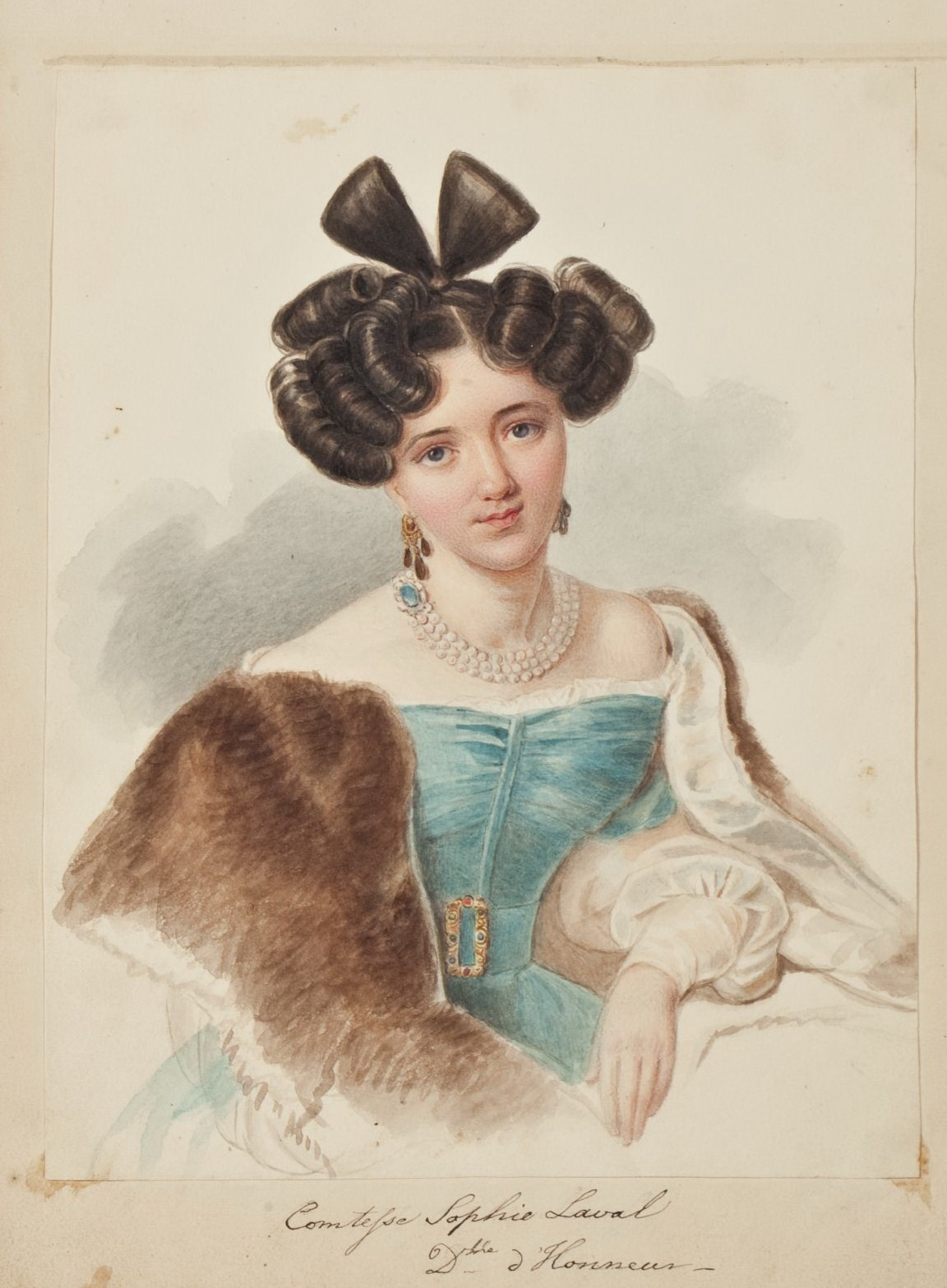
София Ивановна Борх
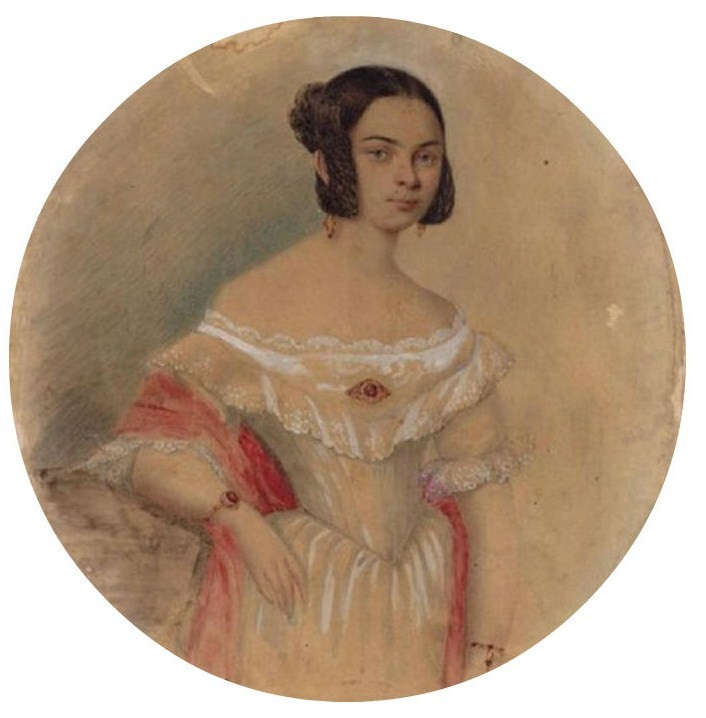
Александра Ивановна Корвин-Коссаковская

## Образ в кино
- «Звезда пленительного счастья» — актёр Владислав Стржельчик